# Pachygaster flavipennis
Pachygaster flavipennis är en tvåvingeart som beskrevs av Hull 1942. Pachygaster flavipennis ingår i släktet Pachygaster och familjen vapenflugor.
Artens utbredningsområde är Honduras. Inga underarter finns listade i Catalogue of Life.